# Biserica unitariană din Chichiș
Biserica unitariană din Chichiș este un ansamblu de monumente istorice aflat pe teritoriul satului Chichiș, comuna Chichiș. În Repertoriul Arheologic Național, monumentul apare cu codul 64247.04.
Ansamblul este format din două monumente:
- Biserica unitariană (cod LMI CV-II-m-A-13188.01)
- Zid de incintă (fragmente), cu turn-clopotniță (cod LMI CV-II-m-A-13188.02)